# رضا أباد (حسين أباد)
رضا أباد (بالفارسية: رضاآباد) هي قرية تقع في إيران في قسم حسین أباد. يقدر عدد سكانها بـ 0 نسمة بحسب إحصاء 2016.